# Dactylosternum abdominale
Dactylosternum abdominale är en skalbaggsart som först beskrevs av Fabricius 1792.  Dactylosternum abdominale ingår i släktet Dactylosternum och familjen palpbaggar. Inga underarter finns listade i Catalogue of Life.